# Polyrhachis rixosa
Polyrhachis rixosa é uma espécie de formiga do gênero Polyrhachis, pertencente à subfamília Formicinae.